# Hans Eriksson (ishockeyspelare)
Hans Erik Lennart Eriksson, född 24 november 1932 i Gävle Staffans församling, Gävle, död där 22 januari 1971, var en svensk ishockeyspelare och -tränare.

## Biografi
Hans Eriksson började sin karriär som hockeyspelare 1954 i Brynäs IF då han var med och förde upp laget till division 1, då den högsta serien i svenska ishockeyligan. Från säsongen 1957/1958 spelade han fyra säsonger med lokalkonkurrenten Gävle GIK. Hans Eriksson återvände till Brynäs IF säsongen 1961/1962 och vann svenska mästerskapen med klubben 1964. Eriksson avslutade sin aktiva karriär samma år, men återkom som assisterande tränare under säsongerna 1966/1967 och 1967/1968.
Hans Eriksson omkom i en trafikolycka 1971.

### Internationellt
Hans Eriksson spelade 21 matcher med Tre Kronor och deltog i VM 1957, då laget erövrade världsmästartiteln. Som bästa europeiska lag blev Sverige och Hans Eriksson också Europamästare.

## Klubbar

### Aktiv
- Brynäs IF, 1954-1957, division 1
- Gävle GIK, 1957-1961, division 1
- Brynäs IF, 1961-1964, division 1

### Tränare
- Brynäs IF, 1966-1968, Assisterande tränare